# 599
| [ Edytuj tabelę ]          |                             |
| Cesarz Bizancjum           | - 582 Maurycjusz 602        |
| Cesarz Chin                | - 581 Sui Wendi 604         |
| Król Essexu                | - 587 Sledda 604            |
| Król Franków               | - 584 Chlotar II 629        |
| Król Franków w Austrazji   | - 595 Teudebert II 612      |
| Cesarz Japonii             | - 592 Suiko 628             |
| Król Kentu                 | - 560 Ethelbert I 616       |
| Patriarcha Konstantynopola | - 596 Cyriak II 606         |
| Władca Korei               | - 590 Yŏngyang 618          |
| Król Longobardów           | - 590 Agilulf 616           |
| Papież                     | - 590 Grzegorz I 604        |
| Król Persji                | - 590 Chosrow II Parwiz 628 |
| Król Wizygotów             | - 586 Rekkared I 601        |

Rok 599 / DXCIX
stulecia: V wiek ~
VI wiek ~
VII wiek

lata: 589 «
594 «
595 «
596 «
597 «
598 «
599
» 600
» 601
» 602
» 603
» 604
» 609

## Urodzili się
- 23 stycznia - Tang Taizong, cesarz Chin

## Zmarli
- Anastazy I z Antiochii – mnich z klasztoru św. Katarzyny na Synaju, patriarcha Antiochii, święty (ur. ?)